# Šime Vrsaljko
Šime Vrsaljko (n. 10 ianuarie 1992, Rijeka, Croația) este un fotbalist croat retras din activitate, care a jucat pe post de fundaș lateral sau fundaș la echipe ca Atlético Madrid, Dinamo Zagreb și Sassuolo. Pe plan internațional, are prezențe la națională pentru Croația U-17⁠(d), Croația U18⁠(d), Croația U-19⁠(d), Croația U-20⁠(d), Croația U-21⁠(d) și Croația.

## Titluri
Dinamo Zagreb
- Croatian First League (4): 2009–10, 2010–11, 2011–12, 2012–13
- Croatian Cup (2): 2010–11, 2011–12

Atlético Madrid
- UEFA Europa League: 2017–18

Individual
- Croatian Football Hope of the Year: 2010